# Llista de monuments de la Vall de Bianya
Llista de monuments de la Vall de Bianya inclosos en l'Inventari del Patrimoni Arquitectònic Català pel municipi de la Vall de Bianya (Garrotxa). Inclou els inscrits en el Registre de Béns Culturals d'Interès Nacional (BCIN) amb la classificació de monuments històrics, els Béns Culturals d'Interès Local (BCIL) de caràcter immoble i la resta de béns arquitectònics integrants del patrimoni cultural català.
| Monument                                                             | Protecció    | Estil/època                                 | Localització                                                           | Coordenades                                          | Codi?         | Imatge |
| -------------------------------------------------------------------- | ------------ | ------------------------------------------- | ---------------------------------------------------------------------- | ---------------------------------------------------- | ------------- | --- |
| La Torre de la Vall del Bac                                          | BCIN 1704-MH |                                             | La Vall de Bianya                                                      | 42° 15′ 53″ N, 2° 27′ 11″ E / 42.264722°N,2.453056°E | RI-51-0006147 | La Torre de la Vall del Bac (la Vall de Bianya) · Vegeu més fotos d'aquest monument · Carregueu una nova foto d'aquest monument                         |
| La Torre de Bianya, o Torre de Sant Pere                             | BCIN 1705-MH | XV                                          | La Vall de Bianya                                                      | 42° 12′ 34″ N, 2° 26′ 17″ E / 42.209439°N,2.438120°E | RI-51-0006148 | La Torre de Bianya (la Vall de Bianya) · Vegeu més fotos d'aquest monument · Carregueu una nova foto d'aquest monument                                  |
| La Riba                                                              |              | Noucentisme Rafael Masó i Valentí XX (1909) | La Vall de Bianya Aïllada                                              | 42° 12′ 44″ N, 2° 27′ 08″ E / 42.212114°N,2.452251°E | IPA-10956     | La Riba (la Vall de Bianya) · Vegeu més fotos d'aquest monument · Carregueu una nova foto d'aquest monument                                             |
| Casal de Socarrats o de Sobeies                                      |              | Obra popular XVIII                          | La Vall de Bianya Aïllat                                               | 42° 12′ 29″ N, 2° 28′ 28″ E / 42.208152°N,2.474557°E | IPA-10980     | Casal de Socarrats (la Vall de Bianya) · Vegeu més fotos d'aquest monument · Carregueu una nova foto d'aquest monument                                  |
| Església de Sant Martí del Clot                                      |              | Romànic XII, XV, XVIII                      | La Vall de Bianya Aïllada                                              | 42° 14′ 24″ N, 2° 26′ 04″ E / 42.239943°N,2.434582°E | IPA-10982     | Església de Sant Martí del Clot (la Vall de Bianya) · Vegeu més fotos d'aquest monument · Carregueu una nova foto d'aquest monument                     |
| Masia de la Boada                                                    |              | Obra popular                                | La Vall de Bianya Aïllada                                              | 42° 13′ 13″ N, 2° 25′ 24″ E / 42.220375°N,2.423282°E | IPA-10989     | Masia de la Boada (la Vall de Bianya) · Vegeu més fotos d'aquest monument · Carregueu una nova foto d'aquest monument                                   |
| Rectoria de Sant Pere Despuig                                        |              | Obra popular XVIII                          | La Vall de Bianya Aïllada                                              | 42° 12′ 50″ N, 2° 25′ 34″ E / 42.213810°N,2.426237°E | IPA-10993     | Rectoria de Sant Pere Despuig (la Vall de Bianya) · Vegeu més fotos d'aquest monument · Carregueu una nova foto d'aquest monument                       |
| Can Plantalech                                                       |              | Obra popular XVIII                          | La Vall de Bianya Aïllat                                               | 42° 12′ 43″ N, 2° 25′ 15″ E / 42.211815°N,2.420755°E | IPA-10997     | Carregueu una nova foto d'aquest monument |
| Pont del Tomàs                                                       |              | Obra popular Medieval                       | La Vall de Bianya Aïllat                                               | 42° 15′ 47″ N, 2° 26′ 56″ E / 42.263159°N,2.449015°E | IPA-11015     | Carregueu una nova foto d'aquest monument |
| Pont dels Esquellerincs                                              |              | Obra popular Medieval                       | La Vall de Bianya Aïllat                                               | 42° 15′ 48″ N, 2° 25′ 53″ E / 42.263213°N,2.431415°E | IPA-11036     | Pont dels Esquellerincs (la Vall de Bianya) · Vegeu més fotos d'aquest monument · Carregueu una nova foto d'aquest monument                             |
| Via romana que passa per la Vall de Bianya i el Capsacosta           | BCIL 2004    | Romà                                        | La Vall de Bianya Entre el pas dels Traginers i el coll del Capsacosta | 42° 15′ 12″ N, 2° 22′ 52″ E / 42.253260°N,2.381035°E | IPA-11059     | Via romana del Capsacosta · Vegeu més fotos d'aquest monument · Carregueu una nova foto d'aquest monument                                               |
| Canelles de Baix                                                     |              | Obra popular XVIII                          | La Vall de Bianya Ctra. C-153, km 9                                    | 42° 14′ 32″ N, 2° 25′ 00″ E / 42.242109°N,2.416660°E | IPA-11060     | Canelles de Baix (la Vall de Bianya) · Vegeu més fotos d'aquest monument · Carregueu una nova foto d'aquest monument                                    |
| Molí d'en Solà                                                       |              | Obra popular XVIII                          | La Vall de Bianya Aïllada, al costat del torrent de Santa Llúcia       | 42° 13′ 01″ N, 2° 24′ 15″ E / 42.217004°N,2.404248°E | IPA-11061     | Molí d'en Solà (la Vall de Bianya) · Vegeu més fotos d'aquest monument · Carregueu una nova foto d'aquest monument                                      |
| Església de la Canya                                                 |              | Darreres tendències XX                      | La Vall de Bianya C. Església                                          | 42° 12′ 21″ N, 2° 29′ 35″ E / 42.205947°N,2.493091°E | IPA-11062     | Església de la Canya (la Vall de Bianya) · Vegeu més fotos d'aquest monument · Carregueu una nova foto d'aquest monument                                |
| Can Quita                                                            |              | Obra popular XVIII                          | La Vall de Bianya Aïllat, al costat de la Riba                         | 42° 12′ 41″ N, 2° 27′ 31″ E / 42.211315°N,2.458564°E | IPA-11066     | Can Quita (la Vall de Bianya) · Vegeu més fotos d'aquest monument · Carregueu una nova foto d'aquest monument                                           |
| Pont del Molí d'en Solà                                              |              | Obra popular Medieval                       | La Vall de Bianya Davant del molí d'en Solà                            | 42° 12′ 59″ N, 2° 24′ 12″ E / 42.216495°N,2.403429°E | IPA-11073     | Carregueu una nova foto d'aquest monument |
| Gran Masia del Farró                                                 |              | Obra popular XVIII                          | La Vall de Bianya Aïllada, vall del Farró                              | 42° 13′ 59″ N, 2° 24′ 50″ E / 42.232986°N,2.414023°E | IPA-11076     | Gran Masia del Farró (la Vall de Bianya) · Vegeu més fotos d'aquest monument · Carregueu una nova foto d'aquest monument                                |
| Casal de Colldecarrera                                               |              | Obra popular                                | La Vall de Bianya Aïllada, pista Castellfollit vall de Bac             | 42° 15′ 09″ N, 2° 28′ 03″ E / 42.252628°N,2.467479°E | IPA-11080     | Casal de Colldecarrera (la Vall de Bianya) · Vegeu més fotos d'aquest monument · Carregueu una nova foto d'aquest monument                              |
| Casa de les Planes                                                   |              | Obra popular XVIII                          | La Vall de Bianya Aïllada, vall de Sant Ponç d'Aulina                  | 42° 14′ 10″ N, 2° 21′ 51″ E / 42.236049°N,2.364123°E | IPA-11082     | Casa de les Planes (la Vall de Bianya) · Vegeu més fotos d'aquest monument · Carregueu una nova foto d'aquest monument                                  |
| Casal de Torrentmitjà                                                |              | Obra popular XVIII                          | La Vall de Bianya Aïllat, vall de Sant Pons d'Aulina                   | 42° 14′ 30″ N, 2° 23′ 20″ E / 42.241718°N,2.388986°E | IPA-11084     | Carregueu una nova foto d'aquest monument |
| Església de Sant Ponç d'Aulina                                       |              | Romànic XII, XVIII                          | La Vall de Bianya Aïllada, vall de Sant Ponç d'Aulina                  | 42° 14′ 12″ N, 2° 21′ 26″ E / 42.236600°N,2.357173°E | IPA-11087     | Església de Sant Ponç d'Aulina (la Vall de Bianya) · Vegeu més fotos d'aquest monument · Carregueu una nova foto d'aquest monument                      |
| Casal de la Torre                                                    |              | Obra popular Medieval                       | La Vall de Bianya Aïllada, al costat bòbila d'en Maroto                | 42° 12′ 28″ N, 2° 28′ 10″ E / 42.207795°N,2.469545°E | IPA-11090     | Carregueu una nova foto d'aquest monument |
| Masia de la Canova de Ribes                                          |              | Obra popular XVIII                          | La Vall de Bianya Aïllada, prop de la bòbila d'en Maroto               | 42° 12′ 47″ N, 2° 27′ 45″ E / 42.213003°N,2.462364°E | IPA-11091     | Carregueu una nova foto d'aquest monument |
| Pont de Can Pairó                                                    |              | Obra popular XIX                            | La Vall de Bianya Sobre la riera de Farró                              | 42° 14′ 00″ N, 2° 24′ 53″ E / 42.233197°N,2.414827°E | IPA-36925     | Carregueu una nova foto d'aquest monument |
| Mas les Illes                                                        |              | Obra popular                                | La Vall de Bianya Veïnat d'Aiguanegra                                  | 42° 12′ 09″ N, 2° 30′ 07″ E / 42.20241°N,2.50206°E   | IPA-38978     | Carregueu una nova foto d'aquest monument |
| Masia de l'Esparc                                                    |              | Obra popular X                              | La Vall de Bianya Al peu de la serra de Sant Valentí                   | 42° 11′ 58″ N, 2° 29′ 11″ E / 42.19938°N,2.48642°E   | IPA-39018     | Carregueu una nova foto d'aquest monument |
| Església de Sant Martí de Capsec                                     |              | Romànic XII                                 | La Vall de Bianya Capsec                                               | 42° 13′ 59″ N, 2° 28′ 19″ E / 42.233038°N,2.471964°E | IPA-10939     | Església de Sant Martí de Capsec (la Vall de Bianya) · Vegeu més fotos d'aquest monument · Carregueu una nova foto d'aquest monument                    |
| Comunidor de l'església de Sant Martí de Capsec                      |              | Obra popular                                | La Vall de Bianya Capsec                                               | 42° 13′ 59″ N, 2° 28′ 18″ E / 42.233059°N,2.471642°E | IPA-10940     | Carregueu una nova foto d'aquest monument |
| Antiga rectoria de Sant Martí de Capsec                              |              | Obra popular XVIII                          | La Vall de Bianya Capsec                                               | 42° 13′ 58″ N, 2° 28′ 19″ E / 42.23281°N,2.47196°E   | IPA-10945     | Carregueu una nova foto d'aquest monument |
| Mas Serrat                                                           |              | Obra popular XIX                            | La Vall de Bianya Capsec                                               | 42° 14′ 06″ N, 2° 27′ 50″ E / 42.235031°N,2.463930°E | IPA-10946     | Carregueu una nova foto d'aquest monument |
| Casa de la Canova                                                    |              | Obra popular XIX                            | La Vall de Bianya Capsec                                               | 42° 13′ 55″ N, 2° 28′ 00″ E / 42.231901°N,2.466695°E | IPA-10947     | Carregueu una nova foto d'aquest monument |
| Casal de les Gleyes o les Gleies                                     |              | Obra popular XVIII                          | La Vall de Bianya Capsec                                               | 42° 14′ 03″ N, 2° 28′ 23″ E / 42.234272°N,2.473111°E | IPA-10948     | Les Gleies (la Vall de Bianya) · Vegeu més fotos d'aquest monument · Carregueu una nova foto d'aquest monument                                          |
| Església de Santa Maria de Castellar de la Muntanya                  |              | Romànic XII                                 | La Vall de Bianya Castellar de la Muntanya                             | 42° 14′ 17″ N, 2° 30′ 00″ E / 42.237995°N,2.499938°E | IPA-10950     | Església de Santa Maria de Castellar de la Muntanya (la Vall de Bianya) · Vegeu més fotos d'aquest monument · Carregueu una nova foto d'aquest monument |
| Rectoria de Santa Maria de Castellar de la Muntanya                  |              | Obra popular XVIII                          | La Vall de Bianya Castellar de la Muntanya                             | 42° 14′ 16″ N, 2° 29′ 59″ E / 42.237877°N,2.499848°E | IPA-10951     | Carregueu una nova foto d'aquest monument |
| Masia del Prat                                                       |              | Obra popular XIX                            | La Vall de Bianya Castellar de la Muntanya                             | 42° 14′ 10″ N, 2° 29′ 58″ E / 42.236088°N,2.499534°E | IPA-10952     | Carregueu una nova foto d'aquest monument |
| Restes de la Casa forta de Castellar de la Muntanya                  |              | Obra popular Medieval                       | La Vall de Bianya Castellar de la Muntanya                             | 42° 14′ 22″ N, 2° 30′ 00″ E / 42.239494°N,2.499998°E | IPA-10953     | Carregueu una nova foto d'aquest monument |
| Capella de la Pairalia de la Riba de Bianya                          |              | Historicisme XIX                            | La Vall de Bianya Hostalnou de Bianya                                  | 42° 12′ 44″ N, 2° 27′ 08″ E / 42.212248°N,2.452092°E | IPA-10955     | Carregueu una nova foto d'aquest monument |
| Església de Santa Margarida de Bianya                                |              | Romànic XII                                 | La Vall de Bianya Hostalnou de Bianya                                  | 42° 12′ 27″ N, 2° 26′ 41″ E / 42.207592°N,2.444634°E | IPA-10962     | Església de Santa Margarida de Bianya (la Vall de Bianya) · Vegeu més fotos d'aquest monument · Carregueu una nova foto d'aquest monument               |
| Casa al carrer de l'Esperança                                        |              | Obra popular XX Inici                       | La Vall de Bianya C. de l'Esperança, 10, la Canya                      | 42° 12′ 24″ N, 2° 29′ 48″ E / 42.206758°N,2.496707°E | IPA-10936     | Casa al carrer de l'Esperança (la Vall de Bianya) · Vegeu més fotos d'aquest monument · Carregueu una nova foto d'aquest monument                       |
| Can Pararols                                                         |              | Noucentisme XX                              | La Vall de Bianya La Canya                                             | 42° 12′ 19″ N, 2° 29′ 50″ E / 42.205148°N,2.497204°E | IPA-10937     | Can Pararols (la Vall de Bianya) · Vegeu més fotos d'aquest monument · Carregueu una nova foto d'aquest monument                                        |
| Molí d'en Taloy                                                      |              | Obra popular XVIII                          | La Vall de Bianya La Canya                                             |                                                      | IPA-11063     | Carregueu una nova foto d'aquest monument |
| Casa de Mas de l'Om                                                  |              | Obra popular                                | La Vall de Bianya La Vall de Bac                                       | 42° 15′ 53″ N, 2° 23′ 21″ E / 42.264808°N,2.389072°E | IPA-11009     | Carregueu una nova foto d'aquest monument |
| Casa del Diumal                                                      |              | Obra popular                                | La Vall de Bianya La Vall de Bac                                       | 42° 15′ 42″ N, 2° 23′ 19″ E / 42.261541°N,2.388552°E | IPA-11010     | Carregueu una nova foto d'aquest monument |
| Molí de Xirivic                                                      |              | Obra popular                                | La Vall de Bianya La Vall de Bac                                       | 42° 15′ 41″ N, 2° 26′ 18″ E / 42.261345°N,2.438349°E | IPA-11011     | Carregueu una nova foto d'aquest monument |
| Molí de la Coromina                                                  |              | Obra popular XIX                            | La Vall de Bianya La Vall de Bac                                       | 42° 15′ 41″ N, 2° 26′ 18″ E / 42.261345°N,2.438349°E | IPA-11012     | Carregueu una nova foto d'aquest monument |
| Forn de calç                                                         |              | Obra popular                                | La Vall de Bianya La Vall de Bac                                       | 42° 16′ 04″ N, 2° 27′ 45″ E / 42.267859°N,2.462549°E | IPA-11014     | Carregueu una nova foto d'aquest monument |
| Església de Sant Feliu del Bac                                       |              | Romànic XII                                 | La Vall de Bianya La Vall de Bac                                       | 42° 15′ 39″ N, 2° 24′ 54″ E / 42.260845°N,2.414869°E | IPA-11016     | Església de Sant Feliu del Bac (la Vall de Bianya) · Vegeu més fotos d'aquest monument · Carregueu una nova foto d'aquest monument                      |
| Església de Santa Magdalena del Coll                                 |              | Romànic XII                                 | La Vall de Bianya La Vall de Bac                                       | 42° 15′ 33″ N, 2° 25′ 16″ E / 42.259165°N,2.421007°E | IPA-11018     | Església de Santa Magdalena del Coll (la Vall de Bianya) · Vegeu més fotos d'aquest monument · Carregueu una nova foto d'aquest monument                |
| Església de Sant Andreu de Porreres                                  |              | Romànic XII                                 | La Vall de Bianya La Vall de Bac                                       | 42° 16′ 24″ N, 2° 26′ 04″ E / 42.273308°N,2.434387°E | IPA-11020     | Església de Sant Andreu de Porreres (la Vall de Bianya) · Vegeu més fotos d'aquest monument · Carregueu una nova foto d'aquest monument                 |
| Casa de la Badosa de Baix                                            |              | Obra popular                                | La Vall de Bianya La Vall de Bac                                       | 42° 15′ 51″ N, 2° 24′ 27″ E / 42.264292°N,2.407513°E | IPA-11023     | Casa de la Badosa de Baix (la Vall de Bianya) · Vegeu més fotos d'aquest monument · Carregueu una nova foto d'aquest monument                           |
| La Coromina                                                          |              | Obra popular XVIII                          | La Vall de Bianya La Vall de Bac                                       | 42° 15′ 49″ N, 2° 27′ 47″ E / 42.263703°N,2.463033°E | IPA-11027     | Antic casal de la Coromina (la Vall de Bianya) · Vegeu més fotos d'aquest monument · Carregueu una nova foto d'aquest monument                          |
| Casa de la Coma                                                      |              | Obra popular                                | La Vall de Bianya La Vall de Bac                                       | 42° 16′ 21″ N, 2° 25′ 47″ E / 42.272449°N,2.429611°E | IPA-11029     | Carregueu una nova foto d'aquest monument |
| Casa del Coll                                                        |              | Obra popular XVII                           | La Vall de Bianya La Vall de Bac                                       | 42° 15′ 32″ N, 2° 25′ 15″ E / 42.258816°N,2.420695°E | IPA-11030     | Casa del Coll (la Vall de Bianya) · Vegeu més fotos d'aquest monument · Carregueu una nova foto d'aquest monument                                       |
| Casal dels Llongarriu                                                |              | Obra popular XVIII                          | La Vall de Bianya La Vall de Bac                                       | 42° 15′ 28″ N, 2° 27′ 02″ E / 42.257745°N,2.450632°E | IPA-11031     | Carregueu una nova foto d'aquest monument |
| Església de Santa Maria de Sa Cot a Llongarriu, Mare Déu dels Àngels |              | Romànic XII                                 | La Vall de Bianya La Vall de Bac                                       | 42° 15′ 30″ N, 2° 27′ 03″ E / 42.258292°N,2.450943°E | IPA-11034     | Carregueu una nova foto d'aquest monument |
| el Ferrer                                                            |              | Obra popular XVIII                          | La Vall de Bianya La Vall de Bac                                       | 42° 15′ 48″ N, 2° 27′ 35″ E / 42.263309°N,2.459659°E | IPA-11037     | Carregueu una nova foto d'aquest monument |
| Església de Sant Miquel de la Torre o d'Avellana Corba               |              | Romànic XII                                 | La Vall de Bianya La Vall de Bac                                       | 42° 15′ 53″ N, 2° 27′ 13″ E / 42.264739°N,2.453542°E | IPA-11039     | Església de Sant Miquel de la Torre (la Vall de Bianya) · Vegeu més fotos d'aquest monument · Carregueu una nova foto d'aquest monument                 |
| Casal del Pagès                                                      |              | Obra popular                                | La Vall de Bianya Aïllat                                               | 42° 15′ 54″ N, 2° 26′ 02″ E / 42.264869°N,2.433941°E | IPA-11026     | Casal del Pagès (la Vall de Bianya) · Vegeu més fotos d'aquest monument · Carregueu una nova foto d'aquest monument                                     |
| Molí del Roquer                                                      |              | Obra popular                                | La Vall de Bianya Llocalou                                             | 42° 12′ 49″ N, 2° 29′ 01″ E / 42.213475°N,2.483678°E | IPA-10958     | Carregueu una nova foto d'aquest monument |
| Mas les Preses                                                       |              | Obra popular                                | La Vall de Bianya Llocalou                                             | 42° 12′ 52″ N, 2° 29′ 06″ E / 42.214544°N,2.485008°E | IPA-10959     | Carregueu una nova foto d'aquest monument |
| Mas el Roquer                                                        |              | Obra popular                                | La Vall de Bianya Llocalou                                             | 42° 12′ 46″ N, 2° 28′ 59″ E / 42.212805°N,2.482945°E | IPA-10960     | Mas el Roquer (la Vall de Bianya) · Vegeu més fotos d'aquest monument · Carregueu una nova foto d'aquest monument                                       |
| Església de Sant Andreu de Socarrats                                 |              | Romànic XII                                 | La Vall de Bianya Sant Andreu de Socarrats                             | 42° 12′ 29″ N, 2° 28′ 30″ E / 42.208127°N,2.475096°E | IPA-10973     | Església de Sant Andreu de Socarrats (la Vall de Bianya) · Vegeu més fotos d'aquest monument · Carregueu una nova foto d'aquest monument                |
| Masia de Bellvespre                                                  |              | Obra popular XVIII                          | La Vall de Bianya Sant Andreu de Socarrats                             | 42° 12′ 39″ N, 2° 28′ 37″ E / 42.210743°N,2.476953°E | IPA-10977     | Carregueu una nova foto d'aquest monument |
| Mas Perer                                                            |              | Obra popular XVIII                          | La Vall de Bianya Sant Andreu de Socarrats                             | 42° 12′ 28″ N, 2° 28′ 33″ E / 42.207639°N,2.475803°E | IPA-11071     | Mas Perer (la Vall de Bianya) · Vegeu més fotos d'aquest monument · Carregueu una nova foto d'aquest monument                                           |
| Casa de la Coromina                                                  |              | Eclecticisme, modernisme XIX Final          | La Vall de Bianya Sant Martí del Clot                                  | 42° 14′ 07″ N, 2° 25′ 53″ E / 42.235347°N,2.431326°E | IPA-10984     | Casa de la Coromina (la Vall de Bianya) · Vegeu més fotos d'aquest monument · Carregueu una nova foto d'aquest monument                                 |
| Llindes de la rectoria de Sant Martí del Clot                        |              | Obra popular XVIII                          | La Vall de Bianya Sant Martí del Clot                                  | 42° 14′ 23″ N, 2° 26′ 04″ E / 42.239789°N,2.434468°E | IPA-10985     | Llindes de la rectoria de Sant Martí del Clot (la Vall de Bianya) · Vegeu més fotos d'aquest monument · Carregueu una nova foto d'aquest monument       |
| Església de Sant Martí de Solamal                                    |              | Romànic XII                                 | La Vall de Bianya Sant Martí del Clot                                  | 42° 13′ 14″ N, 2° 25′ 34″ E / 42.220686°N,2.426041°E | IPA-10986     | Església de Sant Martí de Solamal (la Vall de Bianya) · Vegeu més fotos d'aquest monument · Carregueu una nova foto d'aquest monument                   |
| Mas de la Bossa de Dalt                                              |              | Obra popular XVIII                          | La Vall de Bianya Sant Pere Despuig                                    | 42° 12′ 46″ N, 2° 25′ 24″ E / 42.212827°N,2.423235°E | IPA-10999     | Carregueu una nova foto d'aquest monument |
| Església de Sant Pere Despuig                                        |              | Romànic XII                                 | La Vall de Bianya Sant Pere Despuig                                    | 42° 12′ 49″ N, 2° 25′ 34″ E / 42.213698°N,2.426214°E | IPA-10991     | Església de Sant Pere Despuig (la Vall de Bianya) · Vegeu més fotos d'aquest monument · Carregueu una nova foto d'aquest monument                       |
| Casal de la Vila                                                     |              | Obra popular XVIII                          | La Vall de Bianya Sant Pere Despuig                                    | 42° 12′ 34″ N, 2° 25′ 18″ E / 42.209402°N,2.421697°E | IPA-10994     | La Vila (la Vall de Bianya) · Vegeu més fotos d'aquest monument · Carregueu una nova foto d'aquest monument                                             |
| Molí de la Vila                                                      |              | Obra popular                                | La Vall de Bianya Sant Pere Despuig                                    | 42° 12′ 29″ N, 2° 25′ 17″ E / 42.208161°N,2.421303°E | IPA-10998     | Carregueu una nova foto d'aquest monument |
| Masia de Ca la Mont                                                  |              | Obra popular XVIII                          | La Vall de Bianya Sant Pere Despuig                                    | 42° 12′ 51″ N, 2° 26′ 10″ E / 42.214202°N,2.436241°E | IPA-11000     | Carregueu una nova foto d'aquest monument |
| Pedró de Sant Martí                                                  |              | Obra popular                                | La Vall de Bianya Sant Pere Despuig                                    | 42° 12′ 46″ N, 2° 25′ 16″ E / 42.212759°N,2.421231°E | IPA-11003     | Carregueu una nova foto d'aquest monument |
| Mas Cabrafiga                                                        |              | Obra popular XVIII                          | La Vall de Bianya Sant Pere Despuig                                    | 42° 13′ 01″ N, 2° 24′ 39″ E / 42.217056°N,2.410899°E | IPA-11005     | Carregueu una nova foto d'aquest monument |
| Masia del Llac                                                       |              | Obra popular XVIII                          | La Vall de Bianya Sant Pere Despuig                                    | 42° 12′ 46″ N, 2° 25′ 16″ E / 42.212759°N,2.421231°E | IPA-11006     | Carregueu una nova foto d'aquest monument |
| Mas de les Aulines                                                   |              | Obra popular XVIII                          | La Vall de Bianya Sant Pere Despuig                                    | 42° 13′ 01″ N, 2° 24′ 39″ E / 42.217056°N,2.410899°E | IPA-11007     | Carregueu una nova foto d'aquest monument |
| Mas el Serrat                                                        |              | Obra popular XVII                           | La Vall de Bianya Sant Ponç d'Aulina                                   | 42° 14′ 15″ N, 2° 21′ 21″ E / 42.237362°N,2.355844°E | IPA-11088     | Mas el Serrat (la Vall de Bianya) · Vegeu més fotos d'aquest monument · Carregueu una nova foto d'aquest monument                                       |
| Casal del Callís                                                     |              | Obra popular XVIII                          | La Vall de Bianya Sant Salvador de Bianya                              | 42° 14′ 37″ N, 2° 24′ 04″ E / 42.243696°N,2.401155°E | IPA-11042     | Casal del Callís (la Vall de Bianya) · Vegeu més fotos d'aquest monument · Carregueu una nova foto d'aquest monument                                    |
| Església de Sant Salvador de Bianya                                  |              | Romànic XII                                 | La Vall de Bianya Sant Salvador de Bianya                              | 42° 14′ 50″ N, 2° 24′ 04″ E / 42.247109°N,2.401080°E | IPA-11045     | Església de Sant Salvador de Bianya (la Vall de Bianya) · Vegeu més fotos d'aquest monument · Carregueu una nova foto d'aquest monument                 |
| Cal Ferrer                                                           |              | Obra popular XVIII                          | La Vall de Bianya Sant Salvador de Bianya                              | 42° 14′ 50″ N, 2° 24′ 03″ E / 42.247134°N,2.400801°E | IPA-11051     | Carregueu una nova foto d'aquest monument |
| Pedró de Sant Josep                                                  |              | Obra popular                                | La Vall de Bianya Sant Salvador de Bianya, ctra. C-153, km 12 a 13     | 42° 14′ 30″ N, 2° 24′ 10″ E / 42.241614°N,2.402708°E | IPA-11053     | Pedró de Sant Josep (la Vall de Bianya) · Vegeu més fotos d'aquest monument · Carregueu una nova foto d'aquest monument                                 |
| Corral del Mas Turon                                                 |              | Obra popular XVIII                          | La Vall de Bianya Sant Salvador de Bianya                              | 42° 14′ 56″ N, 2° 24′ 00″ E / 42.249008°N,2.399965°E | IPA-11054     | Corral del Mas Turon (la Vall de Bianya) · Vegeu més fotos d'aquest monument · Carregueu una nova foto d'aquest monument                                |
| Can Turon                                                            |              | Obra popular XVIII                          | La Vall de Bianya Sant Salvador de Bianya                              | 42° 14′ 56″ N, 2° 24′ 02″ E / 42.248817°N,2.400421°E | IPA-11055     | Can Turon (la Vall de Bianya) · Vegeu més fotos d'aquest monument · Carregueu una nova foto d'aquest monument                                           |
| Casa dels Masovers de Turon                                          |              | Obra popular XVII                           | La Vall de Bianya Sant Salvador de Bianya                              | 42° 14′ 59″ N, 2° 23′ 53″ E / 42.249597°N,2.398117°E | IPA-11056     | Casa dels Masovers de Turon (la Vall de Bianya) · Vegeu més fotos d'aquest monument · Carregueu una nova foto d'aquest monument                         |
| Llindes de la rectoria de Santa Margarida de Bianya                  |              | Obra popular XVII                           | La Vall de Bianya Santa Margarida de Bianya                            | 42° 12′ 27″ N, 2° 26′ 41″ E / 42.207498°N,2.444719°E | IPA-10966     | Llindes de la rectoria de Santa Margarida de Bianya (la Vall de Bianya) · Vegeu més fotos d'aquest monument · Carregueu una nova foto d'aquest monument |
| Masia de la Canova, o Masia el Colomer                               |              | Obra popular XVIII                          | La Vall de Bianya Santa Margarida de Bianya                            | 42° 12′ 47″ N, 2° 26′ 40″ E / 42.213017°N,2.444441°E | IPA-10971     | Carregueu una nova foto d'aquest monument |
| Capelleta-oratori del Cementiri de Santa Margarida de Bianya         |              | Obra popular XVII                           | La Vall de Bianya Al costat de l'església                              | 42° 12′ 26″ N, 2° 26′ 41″ E / 42.207232°N,2.444710°E | IPA-10970     | Carregueu una nova foto d'aquest monument |
| Masia de la Pinosa                                                   |              | Obra popular XIX                            | La Vall de Bianya Vall de Sant Ponç d'Aulina, aïllat                   | 42° 14′ 22″ N, 2° 22′ 24″ E / 42.239404°N,2.373307°E | IPA-11086     | Masia de la Pinosa (la Vall de Bianya) · Vegeu més fotos d'aquest monument · Carregueu una nova foto d'aquest monument                                  |
| Molí de la Casa del Farró                                            |              | Obra popular                                | La Vall de Bianya Vall del Farró, aïllat                               | 42° 13′ 51″ N, 2° 25′ 02″ E / 42.230774°N,2.417340°E | IPA-11078     | Carregueu una nova foto d'aquest monument |
| Sant Miquel del Mont                                                 |              | Romànic XII                                 | La Vall de Bianya Cim de la serra de Sant Miquel del Mont              | 42° 11′ 53″ N, 2° 26′ 48″ E / 42.197929°N,2.446614°E | IPA-10346     | Sant Miquel del Mont (la Vall de Bianya) · Vegeu més fotos d'aquest monument · Carregueu una nova foto d'aquest monument                                |
| Molí de la Mola                                                      |              | Obra popular XVIII                          | La Vall de Bianya                                                      | 42° 13′ 06″ N, 2° 26′ 33″ E / 42.218435°N,2.442414°E | IPA-43193     | Carregueu una nova foto d'aquest monument |
| Molí del Colomer                                                     |              | Obra popular XVIII                          | La Vall de Bianya El Colomer                                           |                                                      | IPA-43194     | Carregueu una nova foto d'aquest monument |
| Molí de la Bossa                                                     |              | Obra popular                                | La Vall de Bianya                                                      | 42° 12′ 53″ N, 2° 25′ 23″ E / 42.214586°N,2.423082°E | IPA-43195     | Carregueu una nova foto d'aquest monument |
| Molí Nou, Molí de la Riba                                            |              | Obra popular XIX                            | La Vall de Bianya                                                      | 42° 12′ 44″ N, 2° 27′ 15″ E / 42.212308°N,2.454299°E | IPA-43196     | Carregueu una nova foto d'aquest monument |